# Tabanus nantae
Tabanus nantae är en tvåvingeart som beskrevs av Toumanoff 1950. Tabanus nantae ingår i släktet Tabanus och familjen bromsar. Inga underarter finns listade i Catalogue of Life.